# Белаунде Морейра, Хосе
Хосе Белаунде Морейра (исп. José Belaúnde Moreyra; род. 1930, Лима) — перуанский дирижёр.
Принадлежал к династии политиков и дипломатов. Сын Виктора Андреса Белаунде, впоследствии министра иностранных дел. Внук министра финансов Мариано Белаунде, племянник премьер-министра Рафаэля Белаунде, двоюродный брат президента Фернандо Белаунде Терри. Президентом страны был также его прадед по материнской линии Педро Дьес Кансеко. Дипломатами и политиками были его братья Антонио и Мартин.
Получил музыкальное образование во Франции, где учился дирижированию у Нади Буланже и Эжена Биго, в Германии, где занимался музыковедением у Фрасивулоса Георгиадиса (в 1957 году, в это время Белаунде снимал квартиру вместе с писателем Хулио Рамоном Рибейро), и в США, где изучал теорию музыки под руководством Феликса Зальцера.
В 1966 г. занял пост ассистента дирижёра в Национальном симфоническом оркестре, в 1968 г. сменил Луиса Эрреру де ла Фуэнте на посту его руководителя. Однако его двоюродный брат Фернандо Белаунде, занимавший в это время пост президента страны, вскоре был свергнут в результате военного переворота, и новый президент, леворадикальный генерал Хуан Веласко, уже на следующий год распорядился заменить Белаунде советским дирижёром Даниилом Тюлиным.
Из семи детей Белаунде известны журналист Франческо Белаунде Матосян и актриса Хоакина Белаунде Матосян.